# Огуленко Максим Артемович
Максим Артемович Огуленко (нар. 19 липня 1899 — пом. 3 липня 1974) — радянський військовик часів Другої світової війни, стрілець 1-го мотострілецького батальйону 17-ї гвардійської механізованої бригади 6-го гвардійського механізованого корпусу (4-а танкова армія), гвардії рядовий. Герой Радянського Союзу (1945).

## Життєпис
Народився 19 липня 1899 року в місті Аккермані Бесарабської губернії Російської імперії (нині — місто Білгород-Дністровський Одеської області) в родині робітника. Українець. Здобув початкову освіту.
У 1918 році вступив до лав Червоної армії. Учасник громадянської війни в Росії, воював у кавалерійській бригаді Григорія Котовського. Пізніше в Одесі працював вантажником на одеській базі «Головвторчормету».
Удруге призваний до лав РСЧА Сталінським РВК м. Одеси 23 червня 1941 року. Учасник німецько-радянської війни з 27 серпня 1941 року. Воював на Південно-Західному, Сталінградському і 1-у Українському фронтах. Двічі (18.09.1944, 26.01.1945) був поранений, але обидва рази повертався у стрій.
Особливо відзначився під час проведення Вісло-Одерської наступальної операції. Виконуючи завдання командування, гвардії рядовий Огуленко під артилерійсько-мінометним вогнем супротивника одним з перших форсував річку Одер у районі міста Кебен (Хобеня, Польща) і взяв участь у блокуванні двох ворожих ДОТів, де особисто вбив 2 і полонив 2 солдатів супротивника. У подальшому в складі свого взводу брав участь у відбитті 7 ворожих контратак. 26 січня 1945 року гвардії рядовий Огуленко першим увірвався до церкви, знищив німецький ручний кулемет, що заважав просуванню взводу вперед, а його обслугу полонив. Під час вуличного бою був поранений, але не залишив поле бою доти, доки не була відбита контратака ворога.
У 1945 році демобілізований. Повернувся в Одесу на попереднє місце роботи.
Помер 3 липня 1974 року, похований ув Одесі.

## Нагороди
Указом Президії Верховної Ради СРСР від 10 квітня 1945 року за зразкове виконання бойових завдань командування на фронті боротьби з німецькими загарбниками та виявлені при цьому відвагу і героїзм, гвардії рядовому Огуленку Максиму Артемовичу присвоєне звання Героя Радянського Союзу з врученням ордена Леніна і медалі «Золота Зірка» (№ 6653).
Також був нагороджений медалями.